# Cordia Po Yee Tsoi
Cordia Po Yee Tsoi, née le 9 octobre 1984 au Canada, est une patineuse de vitesse sur piste courte hongkongaise.

## Biographie
Elle participe aux épreuves de patinage de vitesse sur piste courte aux Jeux olympiques de 2002. Elle y porte le drapeau de Hong Kong lors de la cérémonie d'ouverture des Jeux.